# Авила, Рикардо
Рикардо Гуардия Авила (исп. Ricardo Guardia Ávila; род. 4 января 1997, Панама, Панама) — панамский футболист, полузащитник клуба UMECIT. Выступал за сборную Панамы. Участник чемпионата мира 2018 года.

## Клубная карьера

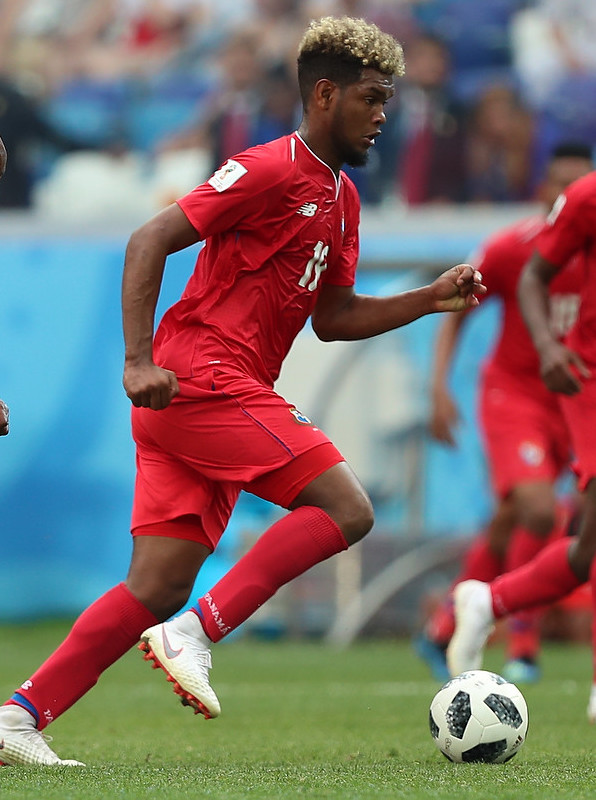
Авила в составе сборной Панамы

Авила — воспитанник клуба «Чоррильо». 17 января 2015 года в матче против «Индепендьенте» из Ла-Чорреры он дебютировал в чемпионате Панамы. 17 августа в поединке против «Чепо» Рикардо забил свой первый гол за «Чоррильо». Летом 2016 года Авила на правах аренды перешёл в словенский «Копер», но так и не дебютировав за команду вернулся обратно.
Летом 2017 года Рикардо перешёл в бельгийский «Гент».
Летом 2018 года Авила вернулся в «Университарио», бывший «Чоррильо».
24 января 2019 года Авила был взят в аренду клубом Чемпионшипа ЮСЛ «Реал Монаркс» на сезон 2019. За «Монаркс» он дебютировал 9 марта в матче стартового тура сезона против «Сакраменто Рипаблик». 23 марта в матче против «Лос-Анджелес Гэлакси II» он забил свой первый гол за «Монаркс». По окончании сезона 2019 «Реал Монаркс» продлил аренду Авилы на сезон 2020.

## Карьера в сборной
11 августа 2016 года в товарищеском матче против сборной Гватемалы Авила дебютировал за сборную Панамы.
В 2017 году в составе молодёжной сборной Панамы Авила принял участие в молодёжном чемпионате КОНКАКАФ в Коста-Рике. На турнире он сыграл в матчах против команд США, Сент-Китса и Невиса, Гаити, Гондураса и Коста-Рики. В поединках против гаитян и невисян Рикардо забил четыре гола.
В 2018 году Авила заменил в заявке сборной на чемпионат мира в России Альберто Кинтеро, который выбыл из-за перелома ноги в товарищеском матче против Норвегии. На турнире он сыграл в матчах против команд Англии и Туниса.

## Достижения
Командные
 «Реал Монаркс»
- Чемпион Чемпионшипа ЮСЛ: 2019